# Дослід радіоактивності Антуаном Анрі Беккерелем

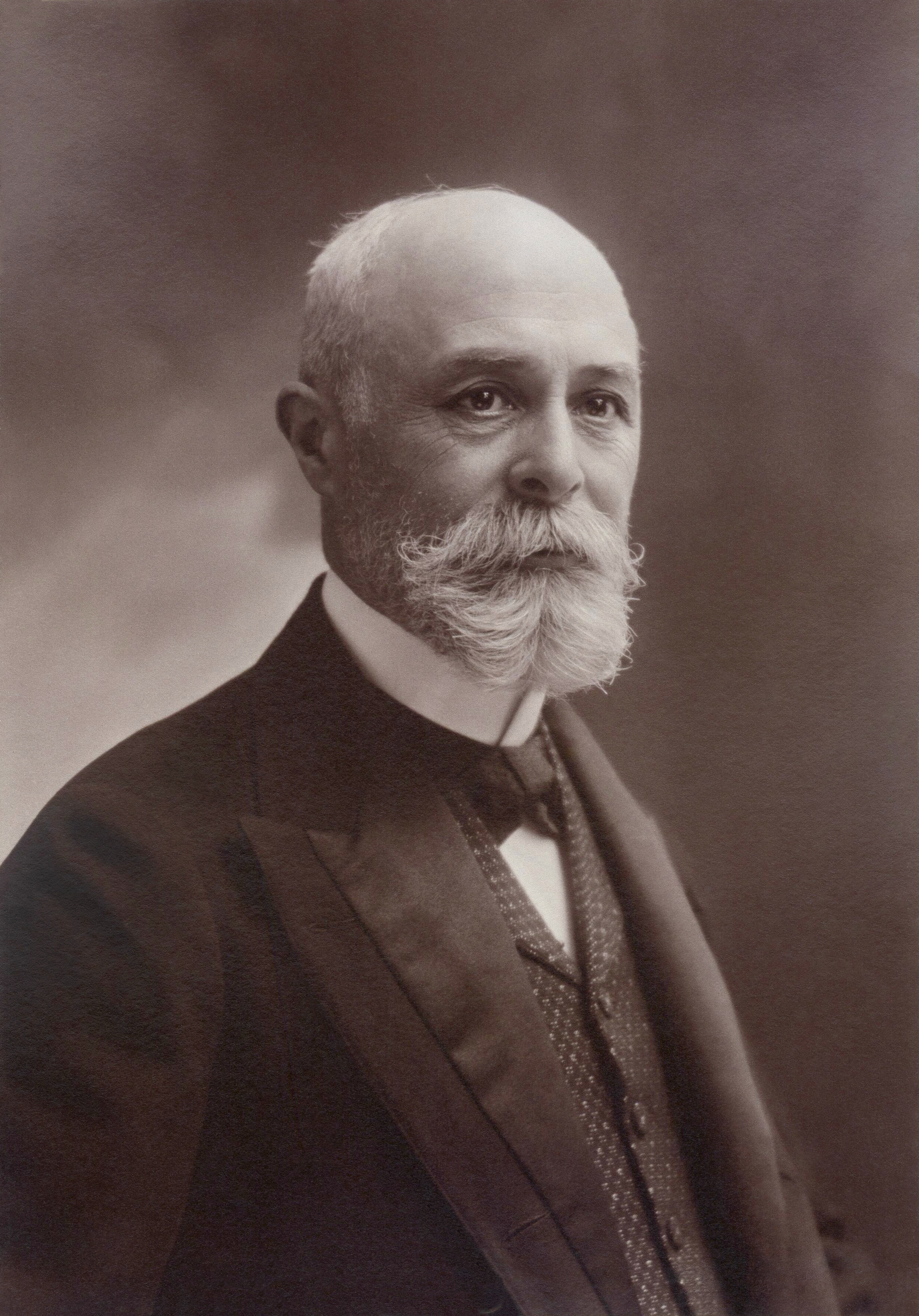
Антуан Анрі Беккерель

## Історія
Кінець XIX ст. — початок XX ст. період випадкових відкриттів. Прикладом є Фотоефект, який був випадково відкритий Генріхом Герцом під час проведення дослідів з електроіскровими вібраторами. Така ж доля була і з радіоактивністю. У той час, коли тільки був відкритий уран, ніхто не знав про його радіоактивні властивості. Багато вчених проводили над ним різні дослідження, носили його з собою, тримали у шухлядах робочих столів. Французький вчений Беккерель, залишив торбинку із ураном у своєму робочому столі на закритому фотопапері. Яке ж було здивування дослідника, коли він через деякий час відкрив конверт з фотопапером, і всі абсолютно листки були засвічені. Після цього випадку у Беккереля з'явився великий інтерес до урану.

## Дослід
Спочатку Беккерель сумнівався, йому здавалося, що він повторив рентгенівське випромінювання, але це було не так. Все ж таки, він взявся до дослідів. Ідея полягала в тому, щоб подати велику напругу, і побачити, що буде відбуватися з ураном. Він поклав в центр уран, а по боках електроди з зарядами «+» та «-», і обгорнув все це фотопапером (див. малюнок).
Отже, на малюнку ми бачимо:
- Уран.
- Фотопапір навколо електродів та урану.
- Власне електроди з зарядом «+» та «-».

В результаті досліду було утворено:
- α промені — це ядра гелію {\displaystyle {}_{2}^{4}{\mathsf {He}}}
- β промені — це потік електронів {\displaystyle \beta -e_{-1}^{0}}
- γ промені — це електромагнітні хвилі з довжиною меншою за рентгенівські.

Також Беккерель побачив, що фотопапір засвітився не по всій площині, а у певних точках.
Декілька способів віддання надлишку енергії ураном:
{\displaystyle {\begin{aligned}&{\mathsf {U}}_{92}^{238}\longrightarrow {\mathsf {He}}_{2}^{4}+{\mathsf {Th}}_{90}^{234}\\&{\mathsf {U}}_{92}^{238}\longrightarrow {\mathsf {e}}_{-1}^{0}+{\mathsf {Np}}_{93}^{238}\\&{\mathsf {U}}_{92}^{238}\longrightarrow {\mathsf {\gamma }}+{\mathsf {U}}_{92}^{238}\end{aligned}}}